# Ranunculus lingulatus
Ranunculus lingulatus är en ranunkelväxtart som beskrevs av T. Brodtbeck. Ranunculus lingulatus ingår i släktet ranunkler, och familjen ranunkelväxter. Inga underarter finns listade i Catalogue of Life.